# Eien no tsubasa
Eien no tsubasa (jap. 永遠の翼) – czterdziesty trzeci singel japońskiego zespołu B’z, wydany 9 maja 2007 roku. Osiągnął 1 pozycję w rankingu Oricon i pozostał na liście przez 14 tygodni, sprzedał się w nakładzie 205 655 egzemplarzy. Singel zdobył status platynowej płyty.
Utwór tytułowy został wykorzystany jako piosenka przewodnia filmu Ore wa, kimi no tame ni koso shini ni iku (jap. 俺は、君のためにこそ死ににいく), a utwór Lonely Stars użyto jako piosenkę przewodnią filmu Ma kyūseishu densetsu hokutonokobushi Raō-den gekitō no shō (jap. 真救世主伝説 北斗の拳 ラオウ伝 激闘の章)

## Lista utworów
| Nr | Tytuł                                               | Czas |
| -- | --------------------------------------------------- | ---- |
| 1. | „Eien no tsubasa” (jap. 永遠の翼)                   | 5:09 |
| 2. | „Lonely Stars” (jap. ロンリースターズ Ronrī Sutāzu) | 4:49 |

## Muzycy
- Tak Matsumoto: gitara, kompozycja i aranżacja utworów
- Kōshi Inaba: wokal, teksty utworów, aranżacja
- Josh Freese: perkusja
- Sean Hurley: gitara basowa
- TAMA STRINGS: instrumenty smyczkowe (#1)
- Akihito Tokunaga: aranżacja (#1)
- Daisuke Ikeda: aranżacja (#2)

## Notowania
| Lista                                  | Pozycja |
| -------------------------------------- | ------- |
| Oricon Weekly Singles Chart            | 1       |
| Oricon Yearly Singles Chart (rok 2007) | 26      |